# Harry Leunessen
H.M.H. (Harry) Leunessen (Nieuwenhagen, 14 augustus 1965) is een Nederlandse jurist, ambtenaar, bestuurder en PvdA-politicus. Sinds 20 januari 2020 is hij burgemeester van Vaals. 

## Biografie

### Opleiding en loopbaan
Leunessen ging naar het Eijkhagencollege en studeerde rechten aan de Universiteit Maastricht. Na zijn opleiding was hij van 1991 tot 1992 juridisch beleidsmedewerker bij de gemeente Vessem c.a. en van 1993 tot 2000 juridisch beleidsmedewerker bij de gemeente Voerendaal. In 2001 was Leunessen jurist bij de ISD Kompas en van 2002 tot 2006 concernjurist bij de gemeente Heerlen. Van 2017 tot 2020 was hij manager public affairs bij de gemeente Heerlen.

### Politieke loopbaan
Van 1998 tot 2006 was Leunessen namens de PvdA gemeenteraadslid en fractievoorzitter van Landgraaf. Van 2006 tot 2017 was hij namens de PvdA wethouder en locoburgemeester van Landgraaf. Op 14 november 2019 werd Leunessen door de gemeenteraad van Vaals voorgedragen als nieuwe burgemeester. Op 6 januari 2020 werd bekendgemaakt dat de minister van Binnenlandse Zaken en Koninkrijksrelaties de voordracht heeft overgenomen en hem met ingang van 20 januari 2020 liet benoemen middels koninklijk besluit.